# ترمشن
ترمشن (به لاتین: Třemešné) یک سکونت‌گاه مسکونی در جمهوری چک است که در Tachov District واقع شده‌است.

## خصوصیات
ترمشن ۵۱٫۱۲ کیلومترمربع مساحت و ۳۹۷ نفر جمعیت دارد و ۵۱۰ متر بالاتر از سطح دریا واقع شده‌است.